# Гаршин Євген Михайлович
Гаршин Євген Михайлович — (27 серпня 1860 Бахмутський повіт, Катеринославська губернія, Російська імперія — † 1931 Ленінград) — літературний критик, мемуарист, археолог, дійсний член Російського археологічного товариства, молодший брат письменника Всеволода Гаршина.

## Біографія
Гаршин Євген Михайлович народився 27 серпня 1860 року у Бахмутському повіті Катеринославської губернії. З 1879 по 1881 рік навчався у Харківському університеті. У 1884 році закінчив історико-філологічний факультет Санкт-Петербурзького університету.
Від 1886 року працював викладачем у гімназіях та училищах Петербурга. Був директором Таганрізького і Сімферопольського комерційних училищ. У Сімферопольському училищі реформував навчальний процес і заохочував дітей кримських татар до навчання.
У 1914 році отримав чин дійсного статського радника, вийшов у відставку і жив у Ялті.
Літературну діяльність розпочав 1878 році у газеті «Харьков». У 80-х роках публікував біографічні нариси в «Историческом вестнике», зокрема «Шевченко в ссылке» (№ 1 за 1886 рік) — перше докладне дослідження про невільничі літа поета, яке започаткувало цілу низку публікацій на цю тему. У періодиці опублікував низку спогадів про брата — письменника Всеволода Гаршина. Упорядкував посібник для середніх навчальних закладів «Русская литература ХХ в. Опыт истории новейшей русской словесности в биографиях и образцах». Займався також археологією, зокрема 1888 видав книжку «Курганы, их раскопки, исследования и нахождения кладов».